# Aloe asperifolia
Aloe asperifolia (укр. Алое асперіфолія, Алое груболисте)  — сукулентна рослина роду алое.

## Етимологія

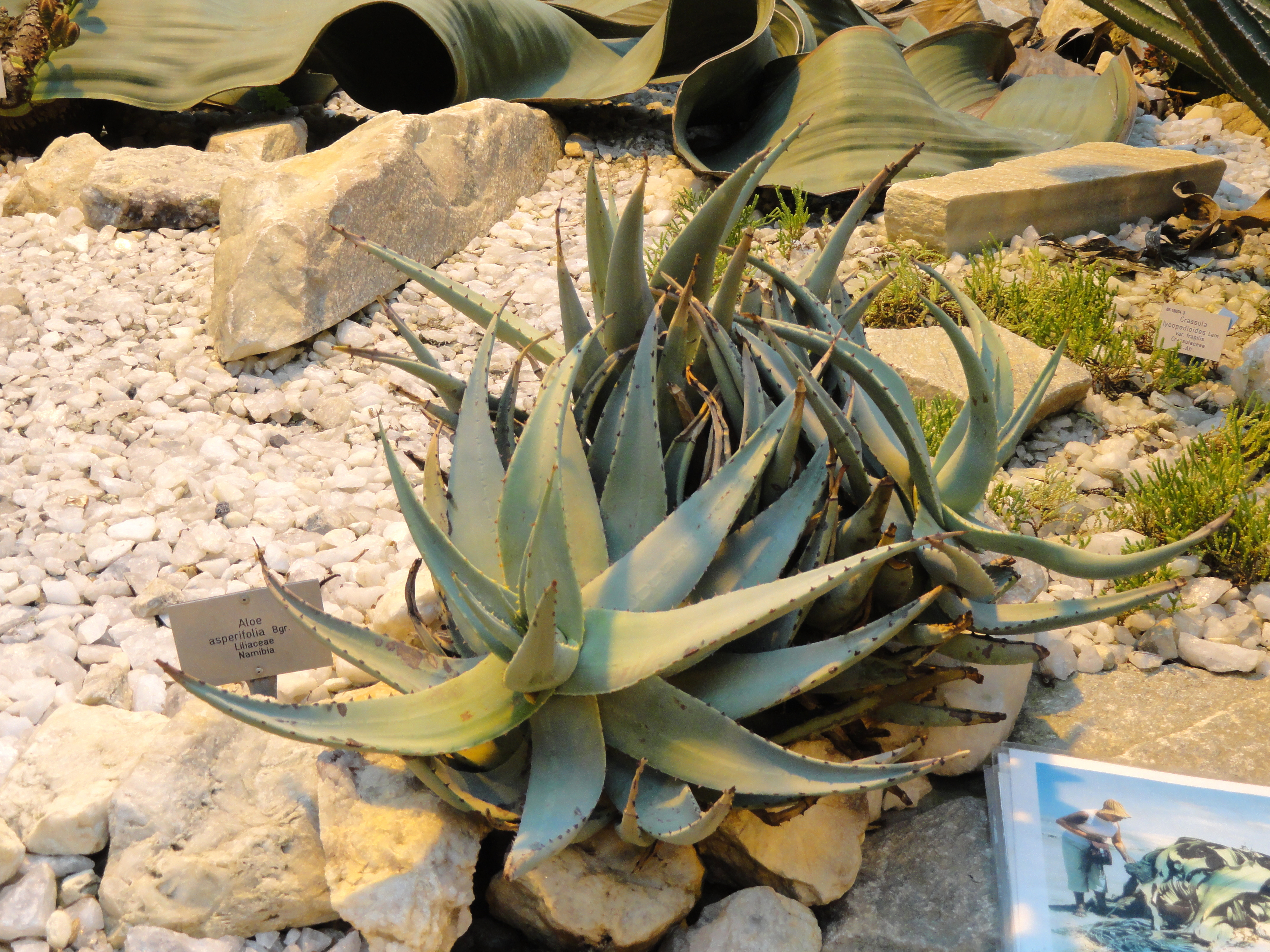
Aloe asperifolia в Ботанічному саду Франкфурта-на-Майні

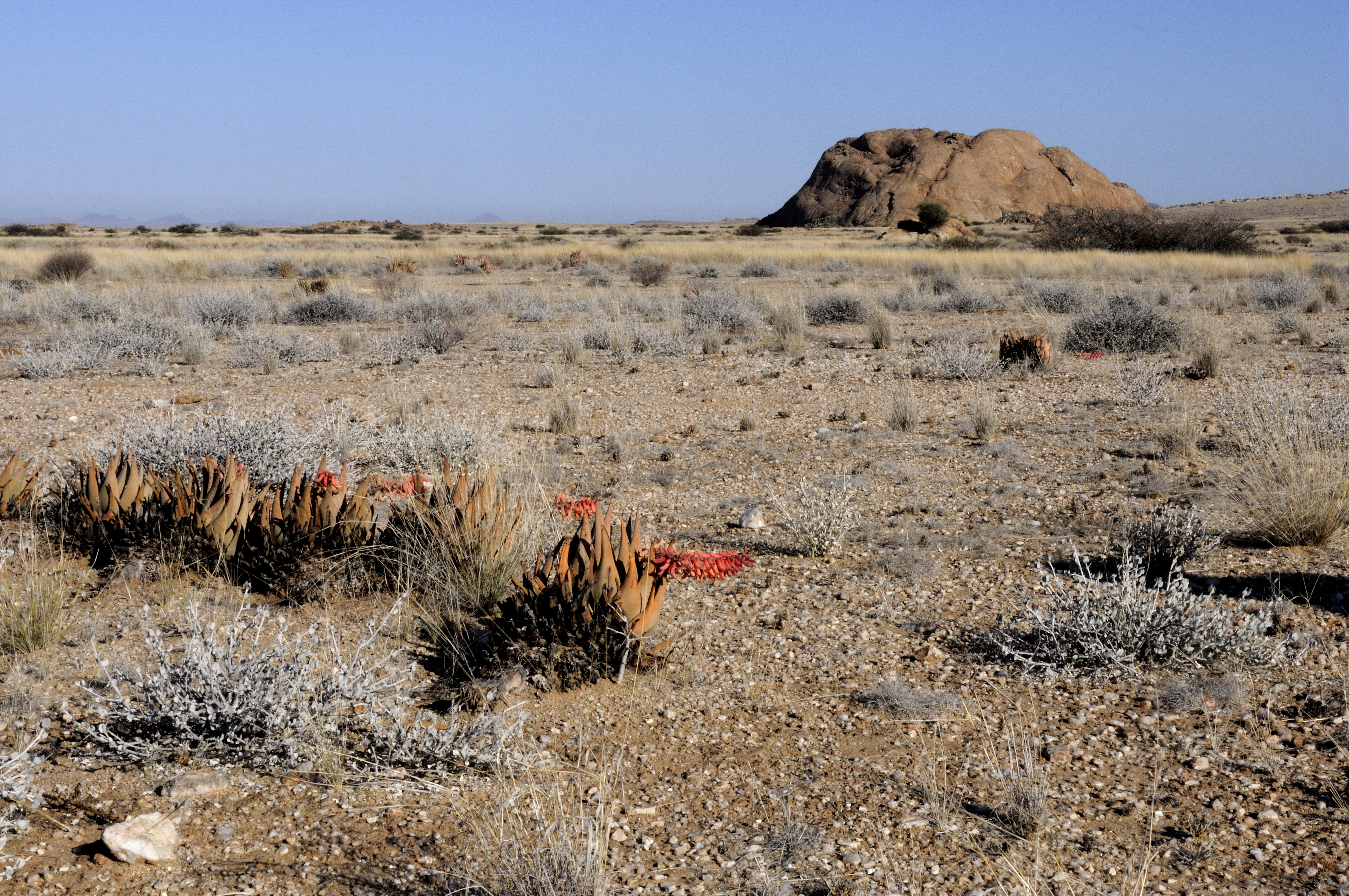
Aloe asperifolia в природних умовах в Намібії

Видова назва походить від лат. Asper — грубий, -folius — листя через грубе листя.

## Морфологічна характеристика
Aloe asperifolia має яскраве сіро-зелене листя, широке в основі, із жовтуватими, пізніше коричневими шипами вздовж країв. Листя грубе, з шорсткою поверхнею, що нагадує наждачний папір. Молоді рослини з'являються без стебел, однак старі демонструють типове коротке стебло, найстарша частина яких, як правило, вугільного кольору і не має листя. Більшість зі стебел до 50 см заввишки, однак деякі рослини досягають висоти більше 1 м. Суцвіття Алое asperifolia виходить під кутом, з часом досягає майже лежачого положення. Квітки не великі, близько 3 см, червонуваті до рожевого кольору. Вони цвітуть переважно в березні і квітні, але час цвітіння може бути змінений у роки з дощем.

## Місця зростання
Aloe asperifolia має великий природний діапазон від Волфішбей на півдні до південної області Каоко. Часто цей вид можна зустріти в околицях Свакопмунда. Росте на висоті від 0 до 1250 м над рівнем моря.

## Умови зростання
Цей вид алое зростає в надзвичайно посушливому кліматі. В пустелі, де вони ростуть, буває лише від 2 до 5 дощів у сторіччя. Середня річна норма опадів становить 15 мм, середня температура + 15,3 °С. Стандартизовані вимірювачі метеорологічних станцій не враховують кількості води, що подається в деяких місцях проживання під впливом вологи повітря або туману. Прибережне місто Свакопмунд має близько 200 днів з туманами або, радше ночей щорічно.

## Вирощування
У культурі Aloe asperifolia вимагають регулярного поливу і добрив. Вирощують рослини в піщаному ґрунті для кактусів з додаванням 20% гумусу. Розташування не обов'язково має бути на самому сонячному місці, але занадто мала соляризація швидко призводить до слабкого забарвлення. До років сіянці ростуть досить повільно. У зимові періоди із сірою і похмурою погодою рослина страждає від нестачі світла. У цьому може допомогти встановлення штучного освітлення для рослин.